# Amata minor
Amata minor là một loài bướm đêm thuộc phân họ Arctiinae, họ Erebidae.